# Васик, Катажина
Катажина Васик (пол. Katarzyna Wasick, род. 22 марта 1992, Краков) — польская пловчиха, призёр чемпионатов мира, чемпионка Европы 2019 года. Участница летних Олимпийских игр 2008, 2012, 2016 и 2020 годов. Специализируется на дистанции 50 метров вольным стилем.

## Карьера
В 2008 году на молодежном чемпионате Европы по плаванию, который проходил в Белграде, Катажина завоевала золотую медаль и титул чемпионки Европы в составе эстафеты 4×100 метров, опередив сильные команды Греции и России.
На Олимпийских играх 2008 года в Пекине и Олимпийских играх 2012 года в Лондоне она принимала участие в составе эстафетной команды Польши в комплексном плавание на дистанции 4 по 200 метров и заняла в Китае - 15-е место, а в Лондоне - 13-е место. В индивидуальном заплыве на дистанции 100 м вольным стилем в Лондоне она стала 27-й.
На Чемпионате Европы по плаванию в Будапеште в 2010 году она установила новый национальный рекорд на дистанции 100 метров вольным стилем, показав 54,95 секунды. В финальном заплыве она была только восьмой с результатом 55,15 секунды. 
На Чемпионате Европы 2011 года на короткой воде, который проходил в родной стране, в Щецине, она завоевала бронзовую медаль в составе эстафетной четвёрки на дистанции 4 по 50 метров.
На чемпионате мира по плаванию 2015 года в Казани, в России, она выбыла из соревнований на дистанции 100 метров вольным стилем уже в предварительном заплыве показав 55,20 секунды. 
На третьих для себя Олимпийских играх в Рио-де-Жанейро, Катажина вновь выступала в индивидуальном заплыве на 100 метров вольным стилем и в составе польской эстафетной четвёрки на дистанции 4 по 100 метров вольным стилем, но высоких результатов не продемонстрировала. 
В декабре 2019 года, в Глазго, на чемпионате Европы по плаванию на короткой воде, Катажина одержала победу в составе эстафетной четвёрки на дистанции 4 по 50 метров комбинированным плаванием, став чемпионкой Европы.
В мае 2021 года на чемпионате Европы в Будапеште, Катажина на дистанции 50 метров вольным стилем завоевала серебряную медаль, проплыв в финальном заплыве за 24,17 секунды.